# Fischer
Fischer je priimek več znanih ljudi:
- Abigail Fischer (*1975), ameriška smučarka
- Ádám Fischer (*1949), madžarski pianist in dirigent
- Albert Wilhelm Fischer (1892—1969), nemški kirurg
- Annie Fischer (1914—1995), madžarska pianistka
- Carl Fischer (1782—1820), nemški arhitekt
- Edmond Fischer (1920—2021), švicarsko-ameriški biolog
- Edwin Fischer (1886—1960), švicarski pianist in dirigent
- Ernst Fischer (1899—1972), avstrijski pisatelj
- Ernst Otto Fischer (1918—2007), nemški kemik, nobelovec leta 1973
- Eugen Fischer (1874—1967), nemški antropolog
- Filip Fischer (*1943), slovenski pesnik
- Franc Bernard Fischer (1662—1715), teolog iz Ljubljane
- Franz Fischer (1877—1947), nemški kemik
- Fritz Fischer (1908—1999), nemški zgodovinar
- Gustav Adolf Fischer (1848—1886), nemški raziskovalec Afreike
- Hans Fischer (1881—1945), nemški biokemik, nobelovec leta 1930
- Heinz Fischer (*1938), avstrijski pravnik in politik, predsednik republike
- Helene Fischer (*1984), nemška pevka, plesalka, televizijska voditeljica in igralka ruskega rodu
- Hermann Emil Fischer (1852—1919), nemški kemik
- István Fischer (*1951), madžarski dirigent
- Jan Frank Fischer (1921—2006), češki skladatelj in prevajalec
- Jasna Fischer (1945—2018), slovenska zgodovinarka
- Johann Bernhard Fischer (1656—1723), avstrijski dvorni arhitekt
- Johann Conrad Fischer (1773—1854), nemški metalurg
- Johann Michael Fischer (1692—1766), nemški stavbar
- Joschka Fischer (*1948), nemški politik, bivši zunanji minister
- Joseph Emanuel Fischer (1693—1742), avstrijski dvorni arhitekt
- Ludwig Fischer (1915—1991), nemški dirkač Formule 1
- Kuno Fischer (1824—1907), nemški filozof
- Kurt Fischer (1900—1950), nemški politik
- Oskar Fischer (1923—2020), vzhodnonemški politik, zunanji minister
- Otokar Fischer (1883—1938), češki pesnik in literarni zgodovinar
- Otto Wilhelm Fischer (1915—2004), avstralsko-nemški igralec
- Richard Fischer (1855—1926), nemški politik
- Robert "Bobby" Fischer (1943—2008), ameriški šahovski velemojster
- Robert Fischer (1913—1986),  nosilec viteškega železnega križca
- Rudi Fischer (1912—1976), švicarski dirkač Formule 1
- Ruth Fischer (r. Elfride Eisler) (1895—1961), nemška političarka
- Theobald Fischer (1846—1910), nemški geograf in botanik
- Timothy Andrew Fischer (*1946), avstralski politik
- Vera Lúcia Fischer (*1951), brazilska igralka
- Wilhelm Fischer (1886—1962), avstrijski muzicolog
- Wilhelm Fischer (1892—?), nemški botanik
- Wolfgang Fischer (1888—1943), nemški general
- Wolfgang Fischer (*1941), nemški igralec
- Wolfgang Fischer (*1970), nemški filmski režiser